# Флёри, Станислав Филиберт
Станислав Филиберт Флёри (Станислав Флери; пол. Stanisław Filibert Fleury; лит. Stanislovas Filibertas Fleris, 3 августа, 22 августа (3 сентября) 1858, по другим сведениям 4 сентября 1858, деревня Папаи под Вильно, ныне Пупояй в границах Вильнюса — 4 мая 1915, Вильно) — польский художник и фотограф, работавший в Литве, один из зачинателей стереоскопической фотографии; отец художницы Вацлавы Флёри.

## Биография
Родился в дворянской семье французского происхождения. Его прадед Филипп де Флёри был флигель-адъютантом короля Станислава Августа Понятовского. В 1869—1873 годах учился во Второй виленской гимназии, но из-за трудных материальных условий учёбу не завершил. В 1874—1878 годах учился в Виленской Рисовальной школе художника И. П. Трутнева. Одновременно обучался фотографии в ателье Александра Страуса.
В 1884 году стал вместе с Рышардом Бачанским и Фаустыном Лопатынским соучредителем фотоателье в Вильно в доме монастыря Святого Духа на Большой улице 70. После смерти Лопатынского в 1886 году фирма работала под названием „Fleury i Baczański“ и „S. Fleury et Co“. В 1892—1915 годах был владельцем собственного ателье на улице Большой 47 в доме Бронислава Врублевского. В 1904 году основал первое в Вильно предприятие цинкографии. В 1897 и 1899 годах участвовал в художественных выставках.
Награждён серебряной медалью императорской Академии художеств за успехи в рисовании и серебряной медалью Санкт-Петербургского фотографического общества за победу в конкурсе позитивов (1899).
С 1908 года состоял членом Виленского художественного общества и в 1909—1913 годах принимал участие в его выставках.
Умер в Вильно 4 мая 1915 года. Похоронен на Бернардинском кладбище.

## Творчество
Писал картины маслом, акварелью, темперой («На пастбище», 1874; «Путник у ворот», 1900; «Стеклянная улица», 1910; «Бельмонт», «Коридор Бернардинского костёла», «Виленский двор зимой», 1914).
Фотографировал панорамы, улицы и предместья Вильно, базары, ярмарки («Казимировская ярморка на Лукишкской площади», 1900—1910), памятники архитектуры, типы жителей. Автор цикла фотографий виленской Кальварии (иллюстрировал книгу Эммы Дмоховской „Kalwarya pod Wilnem“, 1903), портретов (в частности, Микалоюса Константинаса Чюрлёниса, 1908; автопортрет, около 1910). Фотографии иногда раскрашивал акварелью.
Занимался также инсценизацией «живых картин», декорацией залов. Фотографированием экспонатов Музея древностей при Виленской Публичной библиотеке, произведений церковного искусства, археологических находок внёс вклад в историю культуры Литвы.
Иллюстрировал рисунками периодическое издание сатиры и юмора „Kartki satyryczno-humorystyczne“ (4 выпуска, 1881—1882; подписывался псевдонимами „Filiberti“, „V. Letuvis“, „Pycz“). Фотографиями иллюстрировал книгу краеведа доктора Владислава Загорского о виленском кафедральном соборе Святого Станислава и Святого епископа Владислава „Katedra Wileńska“ (1904).
Фотографиями Флёри иллюстрирована книга профессора Пауля Вебера „Wilna, eine vergessene Kunststadt“ (Wilna, 1917), изданная во время Первой мировой войны уже после смерти фотографа.

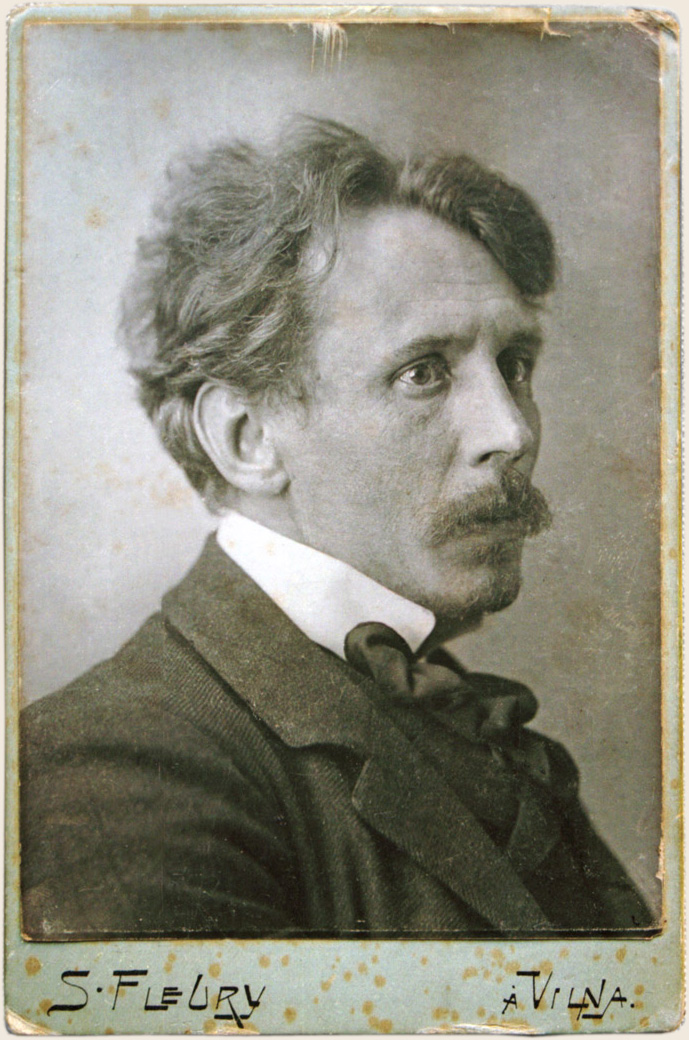
Портрет Чюрлёниса
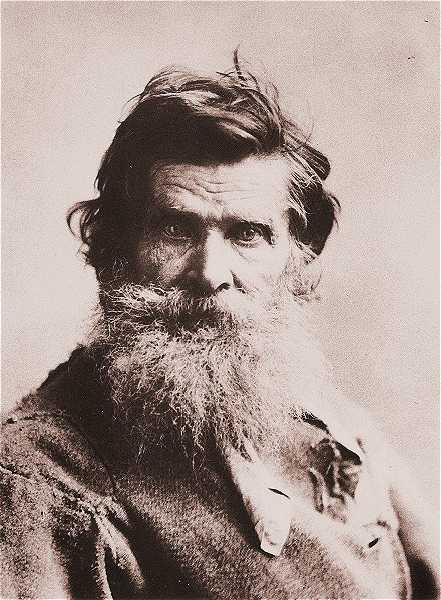
Портрет повстанца 1863 года
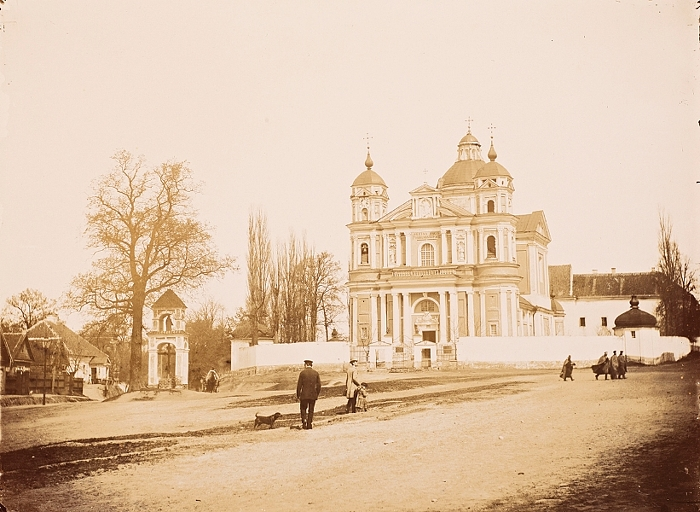
Костёл Петра и Павла
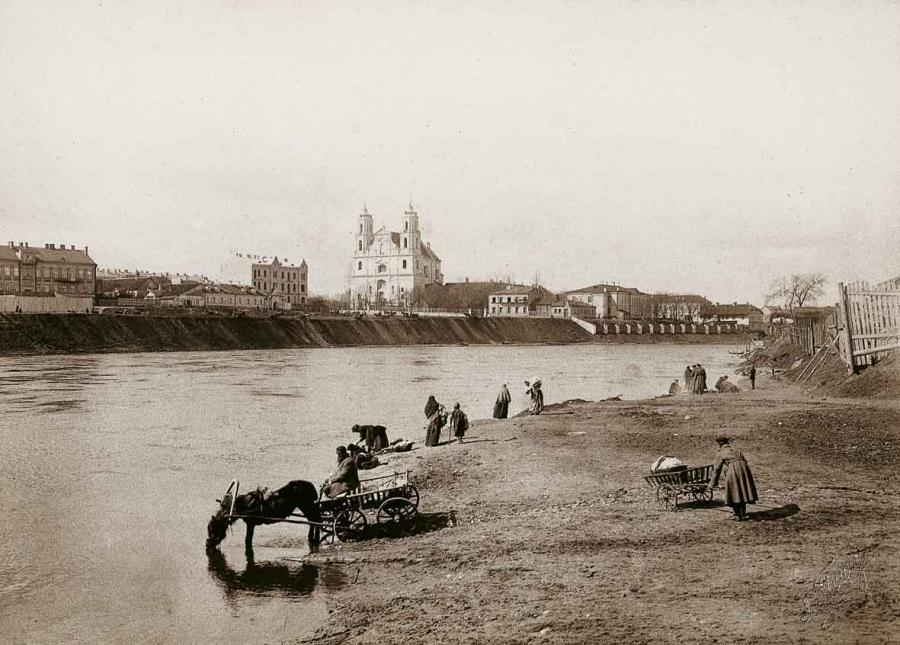
Вилия с видом костёла Иакова и Филиппа

## Наследие
Произведения Флёри хранятся в Литовском художественном музее, Библиотеке Академии наук Литвы имени Врублевских, Национальном музее Литвы, Национальном художественном музее имени М. К. Чюрлёниса, в музеях Польши и других собраниях.
Фотографии Флёри публиковались в фотоальбомах „Spójrzenia na Wilno: Fotografia wileńska 1839–1939“ (1999), „Vilniaus fotografija, 1858–1915“ (2001). Издан альбом фотографий „Stanisław Filibert Fleury, 1858–1915: fotografijos“ (2007; второе дополненное издание 2016).
Выставка фотографий Флёри прошла в Вильнюсе в 1996 году. В 2001 году в Национальном музее Литвы и в галерее Общества фотохудожников Литвы „Prospekto“ состоялись выставки фотографий Флёри. В 2015 году выставка фотографий Флёри состоялась Галерее фотографии в Гданьске